# 옥집
옥집(false eye)은 바둑에서 집의 모양을 하고 있지만 필요한 연결점을 상대가 끊어 놓아서 제 역할을 하지 못하는 집으로, 집처럼 보이지만 나중에 단수가 되면 메워야 하는 가짜 집이다.

## 보기
|  |  |  |  |  |  |  |  |  |
|  |  |  |  |  |  |  |  |  |
|  |  |  |  |  |  |  |  |  |
|  |  |  |  |  |  |  |  |  |
|  |  |  |  |  |  |  |  |  |
|  |  |  |  |  |  |  |  |  |
|  |  |  |  |  |  |  |  |  |
|  |  |  |  |  |  |  |  |  |
|  |  |  |  |  |  |  |  |  |

이 그림을 보면 백에 포위되어 있는 흑이 얼핏 보기에는 두 집을 내고 살아있는 것처럼 보이지만, X로 표시된 부분은 아직 완전한 집이 아니다. 흑이 살기 위해서는 a에 두어서 완전한 집으로 만들어야 한다.
|  |  |  |  |  |  |  |  |  |
|  |  |  |  |  |  |  |  |  |
|  |  |  |  |  |  |  |  |  |
|  |  |  |  |  |  |  |  |  |
|  |  |  |  |  |  |  |  |  |
|  |  |  |  |  |  |  |  |  |
|  |  |  |  |  |  |  |  |  |
|  |  |  |  |  |  |  |  |  |
|  |  |  |  |  |  |  |  |  |

만일 이 그림과 같이 흑이 살기 위해 놓아야 하는 자리에 백이 먼저 돌을 놓아 버리면 Δ으로 표시된 흑 두 점이 바로 단수에 몰리게 되고 백이 X에 두면 바로 잡혀 버려서 한 집밖에 없는 흑은 결국 죽고 만다. 설사 흑이 X를 이어도 흑의 집은 한 집밖에 되지 않기 때문에 마찬가지로 완생하지 못한다.
이 그림의 X와 같은 곳을 옥집이라고 하며, 집을 계산할 때에도 옥집은 계가에서 제외된다.

## 옥집 만들기
|  |  |  |  |  |  |  |  |  |
|  |  |  |  |  |  |  |  |  |
|  |  |  |  |  |  |  |  |  |
|  |  |  |  |  |  |  |  |  |
|  |  |  |  |  |  |  |  |  |
|  |  |  |  |  |  |  |  |  |
|  |  |  |  |  |  |  |  |  |
|  |  |  |  |  |  |  |  |  |
|  |  |  |  |  |  |  |  |  |

이 그림을 보면 좌하귀의 흑 Δ이 고립되어 있는 매우 절박한 상황이다. 그나마 다행인 것은, 흑 안에 고립된 백이 미생인 상태로 수상전이 펼쳐졌고 흑의 주위에 공배가 많아 유리하기 때문에 아직 완전한 두 집을 내지 못한 백 Δ을 죽인다면 흑은 완생할 수 있다.
- 정해도

|  |  |  |  |  |  |  |  |  |
|  |  |  |  |  |  |  |  |  |
|  |  |  |  |  |  |  |  |  |
|  |  |  |  |  |  |  |  |  |
|  |  |  |  |  |  |  |  |  |
|  |  |  |  |  |  |  |  |  |
|  |  |  |  |  |  |  |  |  |
|  |  |  |  |  |  |  |  |  |
|  |  |  |  |  |  |  |  |  |

이 그림의 흑 1은 백의 급소이다. 따라서 위와 같이 흑 1로 두어서 두 집 내기를 방해하고 떨어져 있는 백 두 점을 단수로 만드는 것이 필수이다.
|  |  |  |  |  |  |  |  |  |
|  |  |  |  |  |  |  |  |  |
|  |  |  |  |  |  |  |  |  |
|  |  |  |  |  |  |  |  |  |
|  |  |  |  |  |  |  |  |  |
|  |  |  |  |  |  |  |  |  |
|  |  |  |  |  |  |  |  |  |
|  |  |  |  |  |  |  |  |  |
|  |  |  |  |  |  |  |  |  |

백 2로 흑 1을 따내더라도 흑 3으로 백 두 점을 단수치면 완전한 옥집이 되어 안쪽의 백을 죽임으로써 흑이 완생할 수 있다.
- 실패도

|  |  |  |  |  |  |  |  |  |
|  |  |  |  |  |  |  |  |  |
|  |  |  |  |  |  |  |  |  |
|  |  |  |  |  |  |  |  |  |
|  |  |  |  |  |  |  |  |  |
|  |  |  |  |  |  |  |  |  |
|  |  |  |  |  |  |  |  |  |
|  |  |  |  |  |  |  |  |  |
|  |  |  |  |  |  |  |  |  |

만일 앞에서 흑 1과 같이 두지 않고 그대로 방치하거나 엉뚱한 수를 둔다면, 이렇게 백이 먼저 원래의 흑 1의 자리에 두어서 두 집을 내고 완생함으로써 흑이 모조리 죽어버리는 빌미를 제공하게 된다.

## 기타
|  |  |  |  |  |  |  |  |  |
|  |  |  |  |  |  |  |  |  |
|  |  |  |  |  |  |  |  |  |
|  |  |  |  |  |  |  |  |  |
|  |  |  |  |  |  |  |  |  |
|  |  |  |  |  |  |  |  |  |
|  |  |  |  |  |  |  |  |  |
|  |  |  |  |  |  |  |  |  |
|  |  |  |  |  |  |  |  |  |

이 그림의 백은 옥집으로 간신히 버티고 있는 모양으로써, 흑이 먼저 a에 둔다면 두 집을 낼 수 있는 방법이 없어 당연히 백은 죽게 된다. 그러나 백이 a에 둔다면 연결점이 보강되어 옥집의 모양이 해소되고 백 안에 남아있는 2개의 착점은 독립된 두 개의 눈이 되기 때문에 백은 완생하게 된다. 